# Great Brickhill
Pour les articles homonymes, voir Brickhill.
Great Brickhill est une paroisse civile et un village du Buckinghamshire, en Angleterre.